# Elettrotreno NTV ETR.675
Il Pendolino ETR.675 di NTV fa parte della famiglia Avelia di Alstom, della quale fanno parte anche altri convogli distribuiti in diverse nazioni d'Europa.

## Storia
L'elettrotreno ETR.675 è entrato in servizio in Italia nel mese di dicembre del 2017 per conto di Italo-Nuovo Trasporto Viaggiatori, operatore privato di servizi ferroviari ad alta velocità italiano, la quale gli ha assegnato il nome commerciale Italo EVO, ampliando la rete della compagnia; i nuovi convogli sono andati ad affiancare la già esistente di NTV, composta da 25 treni AGV 575, anch'essi prodotti da Alstom.
NTV ha acquistato e messo in servizio, in totale, 26 treni: 12 sono stati commissionati nel primo ordine, 5 deliberati a novembre 2017 e altri 5 successivamente. Nel maggio 2021 sono stati ordinati gli ultimi 4 esemplari.

## Caratteristiche
Si tratta di un elettrotreno composto da 7 casse, per una lunghezza totale di 187,3 m, con larghezza di 2.830 mm. La velocità massima è di 250 km/h e la potenza continua di 5.500 kW.
Per ogni lato sono presenti 9 porte larghe 900 mm e internamente la capacità è di 472 passeggeri con la possibilità di accogliere due sedie a rotelle per disabili.
Il treno può essere alimentato sia alla tensione di 3 kV in corrente continua sia a quella di 25 kV in corrente alternata a 50 Hz, potendo quindi viaggiare su tutte le linee ferroviarie italiane.
Volendo semplificare molto, si tratta di un'evoluzione proprio del Pendolino realizzato per le ferrovie polacche PKP, ormai da anni in servizio lungo tutto il paese, quindi, in qualche modo, si tratta di un'evoluzione della famiglia degli ETR 600/610 appartenenti anche a Trenitalia, dai quali differisce principalmente dal punto di vista estetico per il frontale, che è stato rivisto in chiave aerodinamica e di protezione del personale di macchina, ma soprattutto a livello tecnico, data l'assenza del sistema di pendolamento che caratterizza i mezzi Trenitalia.
La decisione di utilizzare un convoglio senza assetto variabile è dovuta probabilmente al fatto che questi treni circolano principalmente su linee AV, dove il pendolamento non sarebbe stato necessario. Oltretutto, essendo un'evoluzione di un treno già circolante, si è probabilmente scelto questo convoglio anche in funzione di un'immediata reperibilità e di un'immediata circolabilità.
Il mezzo è provvisto di 4 pantografi di tipo Schunk monobraccio, 2 per la corrente alternata e altrettanti per la continua, installati in alternanza sulle carrozze 4 e 5.
Le prime due casse sono motorizzate, così come le ultime due, mentre le tre intermedie sono rimorchiate. I sottosistemi di bordo prevedono Ripetizione Segnali Continua con SCMT integrato nel medesimo cruscotto e anche ERTMS di secondo livello, come richiesto da RFI per l'esercizio sulle proprie linee.
In confronto agli ETR.600-610 e agli ED250 PKP di Alstom, da cui gli ETR.675 derivano, questi ultimi si differenziano esteriormente per un nuovo design del frontale, nel rispetto degli standard TSI 2014. Tra queste anche il parabrezza, che non può più essere fissato al guscio aerodinamico in vetroresina, ma deve essere ancorato alla struttura metallica facente parte della cassa. La stessa TSI 2014 non prevede più l'obbligo della presenza di strutture scatolate in corrispondenza dei vestiboli delle carrozze, consentendo pertanto una più economica e veloce produzione del rotabile.
Altra differenza rispetto ai "cugini" di FS, FFS e PKP, su entrambi gli elementi di testa dell'Avelia Evo di NTV da progetto non sono presenti le porte di salita dei macchinisti (non obbligatorie secondo le TSI 2014); la scelta comporta un aumento dei posti a sedere (circa 8 in Smart).